# 미아토촌
미아토촌(都跡村)은 나라현 북서부, 이코마군에 속해있던 촌이다. 

## 역사
- 1889년 4월 1일 - 정촌제 시행에 의해 소에지모군 미아토촌이 성립하였다.
- 1896년 4월 1일 - 군제 시행에 의해 이코마군으로 변경되었다.
- 1940년 11월 3일 - 나라시에 편입해 소멸하였다.